# Экстремизм страховщиков
Экстремизм страховщиков — намеренное злоупотребление страховыми компаниями своими правами для отказа в страховых выплатах. Несовершенство законодательства используется страховщиками для ущемления законных интересов потребителей услуг и преследует цель получения сверх прибылей. По своей природе экстремизм страховщиков является формой злоупотребления процессуальными правам.
Отказы в страховых выплатах носят массовый характер и в рамках обязательного договора ОСАГО и в рамках «вменённого» договора страхования имущества при ипотеке.
Страховые компании сознательно занижают выплаты или отказывают в них путём злоупотреблений (игнорируют документы, представленные страхователями, делегируют обязанность по проверке страхового случая экспертам, которые не несут ответственности за проверку страхового случая и сознательно отказывают в признание случая страховым, или противоправно занижают суммы выплат).
Сейчас страховщики имеют возможность уклоняться от своих обязательств именно счет несовершенства правовой системы, фактически путем манипулирования своими правами страховые компании создали аналог «потребительского экстремизма» — «экстремизм страховщиков».
Примеры «экстремизма страховщиков»:
— проводят проверки страховых случаев игнорируя часть представленных документов;
— отказываются от договора страхования после наступления страхового случая;
— предоставляют надзорным органам недостоверную информацию по проверке страхового случая;
— деятельно вводят суд или контролирующие органы в заблуждение с целью уклониться от выплат;
— привлекают экспертные организации не имеющее членства в СРО оценщиков или не имеющие экспертов в своём штате (потребитель не может обжаловать изготовленное в таком случае техническое заключение так как не является участником правоотношений между страховой компанией и экспертной организацией).
Возникновение «экстремизма страховщиков» в России связано с тем, что в соответствии со ст. 30 Закона РФ от 27.11.1992 N 4015-1 «Об организации страхового дела в РФ» страховой надзор осуществляется Банком России, но регулятор фактических мер для защиты прав страхователей не предпринимает, что служит поводом для многочисленных злоупотреблений. При отсутствии полноценного государственного контроля страхования, злоупотребления в деятельности страховых компаний носят массовый характер, с каждым годом приобретают новые формы.
Служба по защите прав потребителей и обеспечению доступности финансовых услуг Банка России в случаях, когда потребитель жалуется на неисполнение условий договора страхования имущества при ипотеке — сообщает, что так как ситуация, касается исполнения гражданско-правового договора страхования имущества при ипотеке, заявителям следует обращаться в суд. Договор страхования при ипотеке — не предмет регулирования Банка России.
Механизмы противодействия «экстремизму страховщиков» могут выражаться в превентивных мероприятиях и в ответных действиях.
Как пример — расширение прав страхователей, возможно за счёт признания договора страхования имущества при ипотеке обязательным в понимании Закона РФ от 27.11.1992 N 4015-1. Такое изменение существенно расширит обязанности страховых компаний и в полной мере обеспечит защиту страхователей. Поправки обеспечат государственный контроль за страхованием. Позволят на федеральном уровне организовать общественный контроль за счет профессиональных союзов. Страховые компании не смогут уклоняться от выполнения своих обязательств, в том числе будут обязаны полноценно проводить проверку страховых случаев.